# Chiesa dei Santi Giacomo e Cristoforo (Bolgheri)
La chiesa dei Santi Giacomo e Cristoforo è un edificio sacro che si trova in piazza Teresa a Bolgheri, nel comune di Castagneto Carducci.

## Storia e descrizione
Costituisce la più antica testimonianza architettonica della zona, sebbene sia stata più volte rimaneggiata nel corso dei secoli; in particolare, ha assunto l'aspetto attuale dopo il restauro del 1902.
La facciata a capanna in conci di pietra squadrati e la piccola porta murata sul lato sinistro sono di origine medievale. L'originalità della struttura architettonica contrasta con lo stile finto medievale degli interni.
Un ampio arco ribassato separa la zona vestibolare dal resto dell'aula; in questa parte si apre la cappella battesimale. Complessa la decorazione pittorica delle pareti che nel registro inferiore simula finti specchi marmorei, mentre nella parete di fondo crea una struttura architettonica ad ogiva e un tabernacolo di stampo medioevale. Sopra le due porte di accesso alla sacrestia sono raffigurati i santi titolari della chiesa.

## Altre immagini

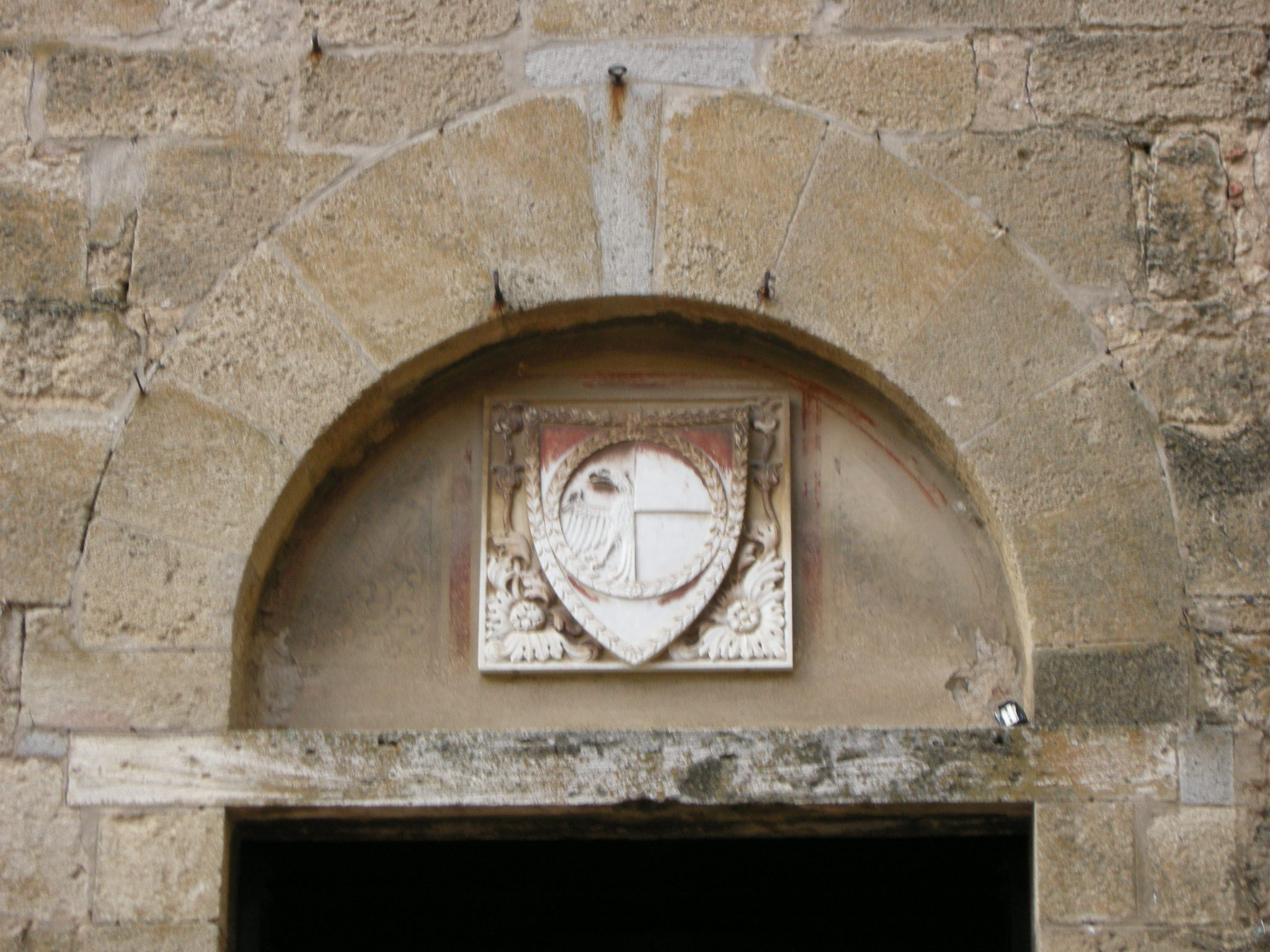
Stemma Della Gherardesca
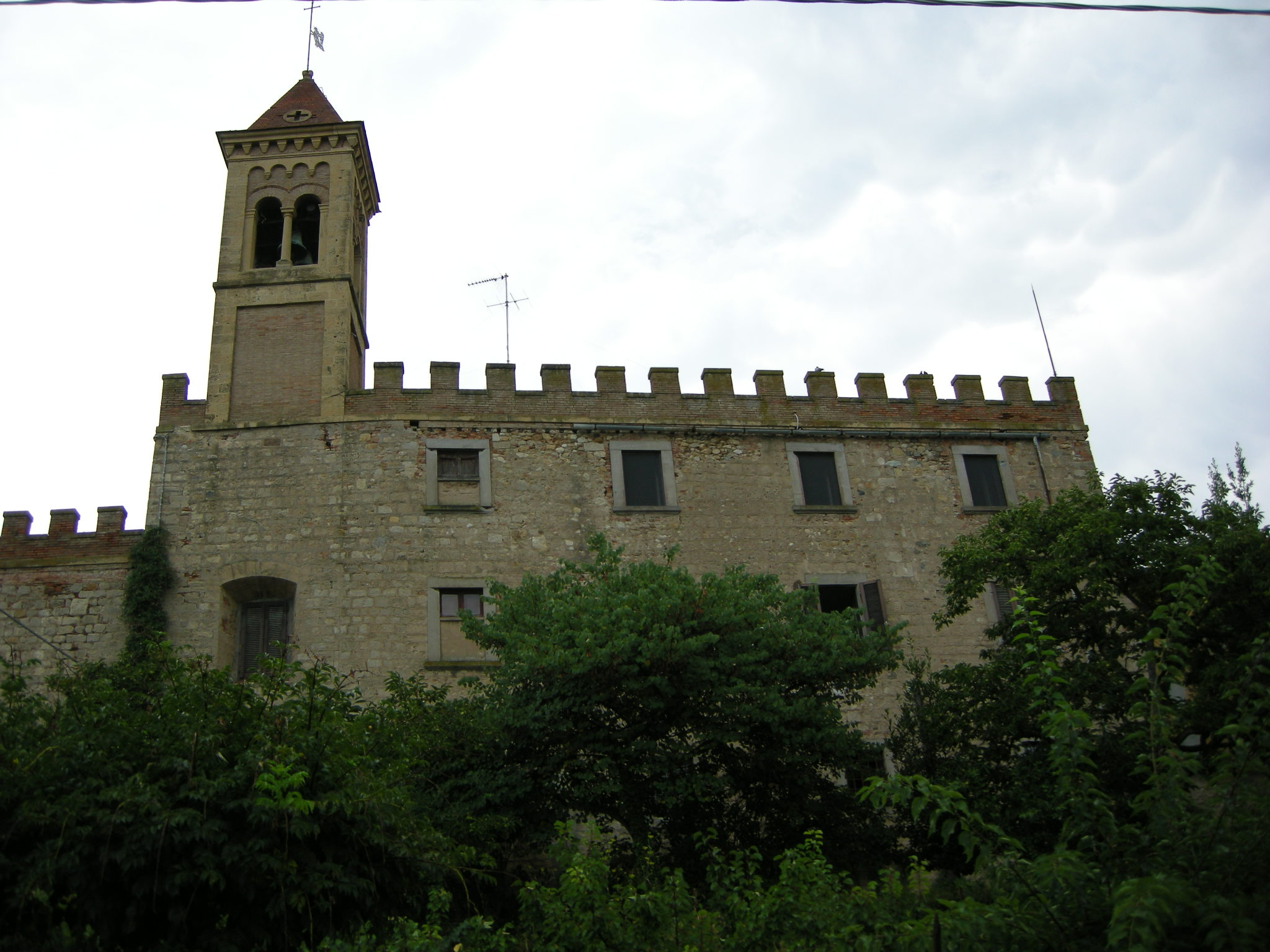
Veduta dal lato delle mura
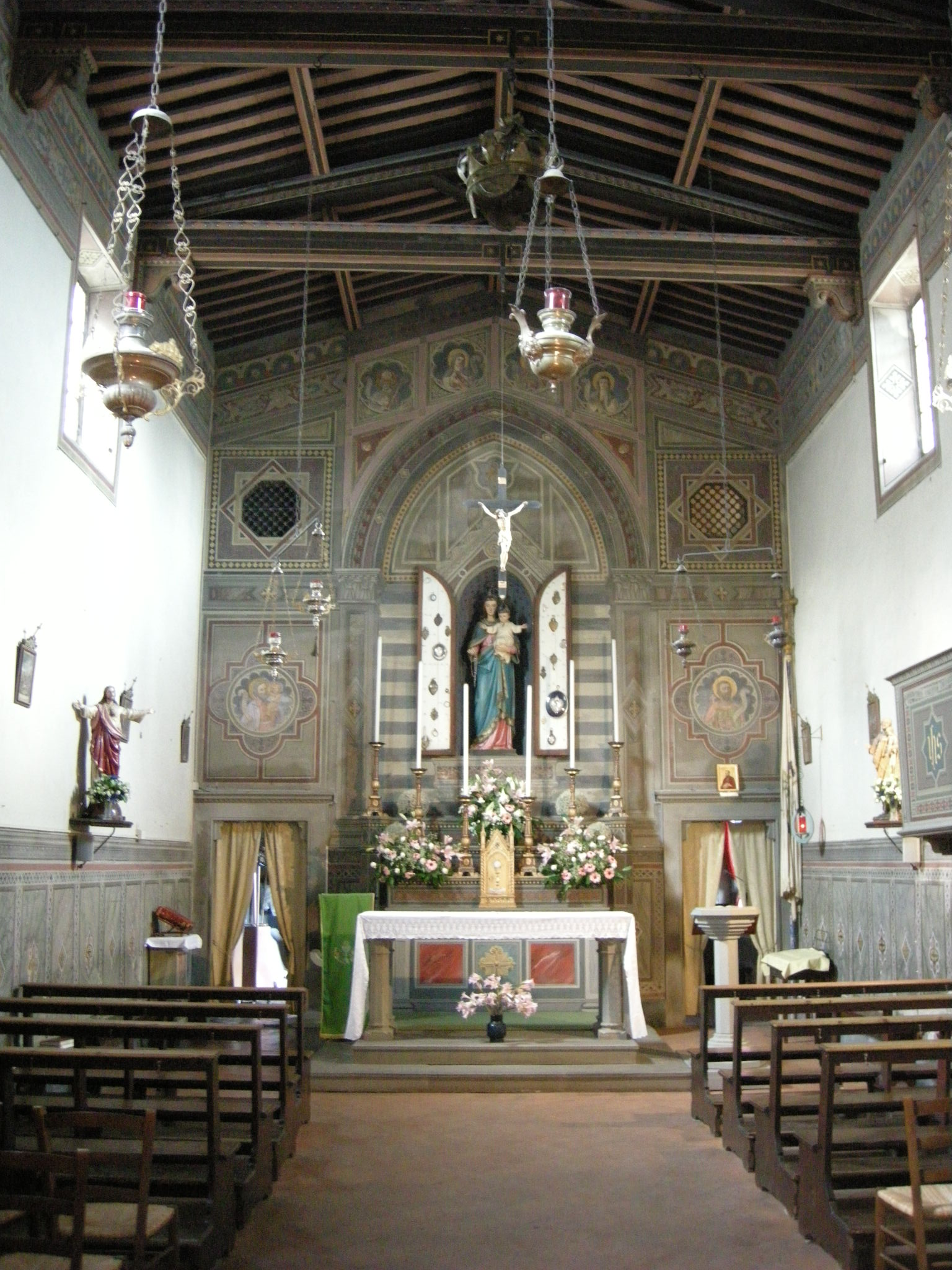
Interno
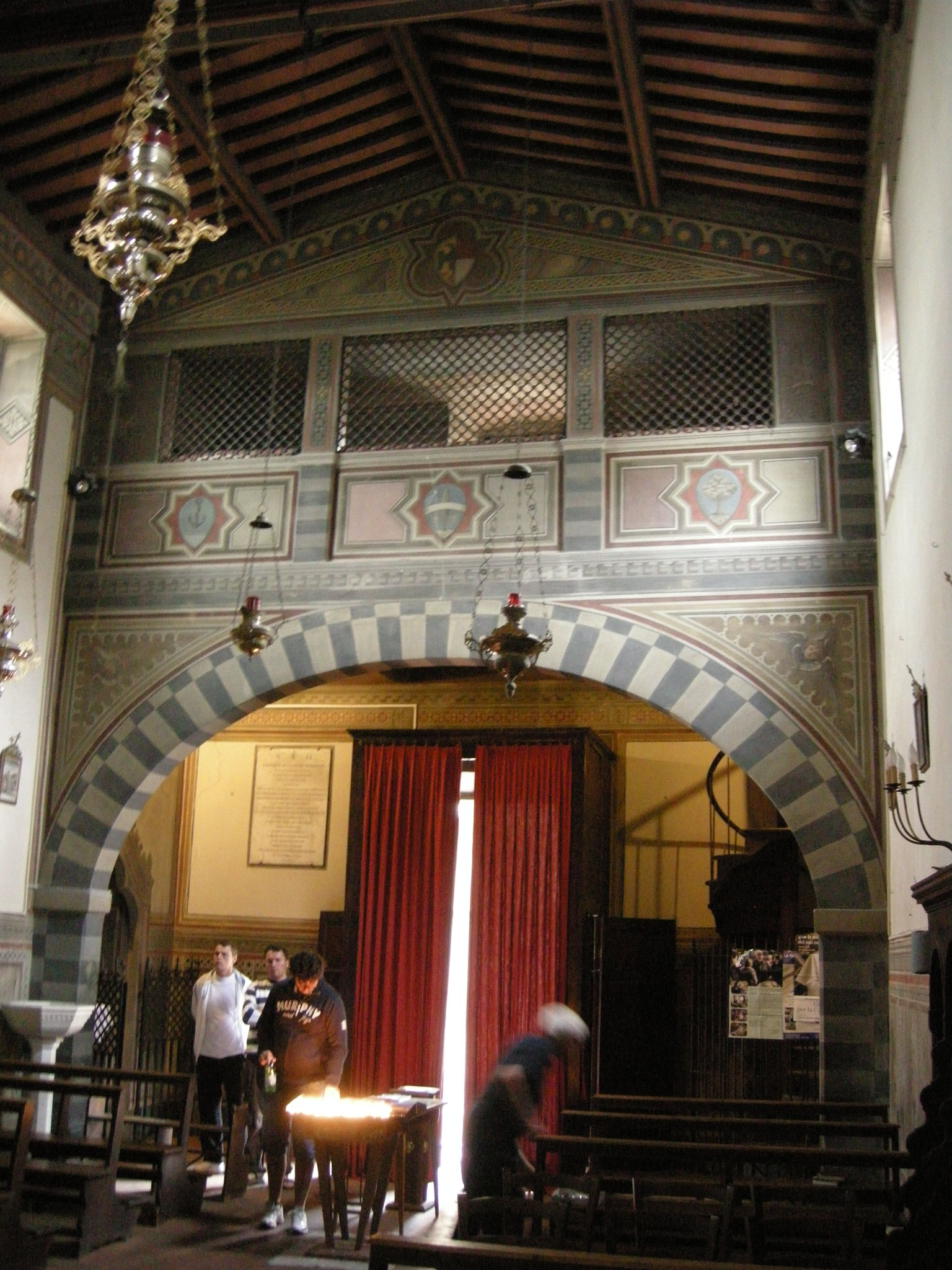
Interno